# Eulonche lanceolaria
Eulonche lanceolaria är en fjärilsart som beskrevs av Augustus Radcliffe Grote 1875. Eulonche lanceolaria ingår i släktet Eulonche och familjen nattflyn. Inga underarter finns listade i Catalogue of Life.